# 陈晓敏宅
陈晓敏宅位于中国安徽省黄山市黟县碧阳镇横沟弦018号。建于清。
2020年12月10日，陈晓敏宅公布为第五批黄山市文物保护单位。 